# Інваріантна маса

Можливі 4-імпульси тіл з нульовою і додатною інваріантною масою. Вектори 4-імпульсу, що побудовані від точки перетину осей до будь-якої точки на зеленій гіперболі, мають одну і ту ж (додатню) довжину, тобто масу частинки, що несе цей 4-імпульс, та розрізняються енергією і 4-швидкістю частинки. Прискорення частинки зводиться до руху кінця 4-імпульсу по гіперболі. Вектори 4-імпульсу, що побудовані від точки перетину осей до будь-якої точки на синіх напівпрямих, мають нульову довжину и можуть відноситися лише до частинок нульової маси (наприклад, фотонів). Енергія цих частинок (з точністю до коефіцієнта c) дорівнює модулю їх 3-імпульсу.

Інваріа́нтна ма́са — скалярна величина, що характеризує інертність тіла з точки зору теорії відносності (як спеціальної, так і загальної).
Одне з узагальнень маси із класичної фізики; в сучасних працях по теорії відносності, ядерній фізиці, фізиці елементарних часток і т. і. звичайно називається просто «масою». Домінує точка зору, що терміни «маса спокою» та «релятивістська маса» є застарілими. ; перший мусить бути замінений на термін «маса», а другий взагалі має бути відкинутий, оскільки може привести до помилкових суджень.

## Пояснення терміна
В спеціальній теорії відносності фізична величина швидкість використовується як проміжна величина, котра входить в функцію Лагранжа. Проте в теоретичні фізиці використовується гамільтонова форма рівнянь руху, котра є найбільш прийнятна для використання в квантовій механіці та електродинаміці.
В рамках підходу Ландау-Ліфшіца взаємозв'язок між швидкістю та імпульсом має вигляд:
{\displaystyle \mathbf {v} ={\frac {c^{2}\mathbf {p} }{E}}\ },
тоді як квадрат модуля є:
{\displaystyle v^{2}={\frac {c^{2}p^{2}}{m^{2}c^{2}+p^{2}}}\ }.
Із цих двох рівнянь можна знайти основне співвідношення, котре зв'язує масу, імпульс та енергію частинки:
{\displaystyle E^{2}=p^{2}c^{2}+m^{2}c^{4}\ }.
Очевидно, що при {\displaystyle p=0\ } ({\displaystyle v=0\ }), ми будемо мати т.з. енергію спокою:
{\displaystyle E_{0}=mc^{2}\ }.
Тут слід відзначити, що використовується термін енергія спокою, а не «маса спокою».

## Характеристикаелементарних частинок
Кожна з відомих елементарних частинок має строго визначену масу спокою, яка є її базовою характеристикою. Існує чимало різних теорій, які намагаються пояснити, чому та чи інша частинка має саме таку масу спокою.
Існують частинки, які не мають маси спокою. Такі частинки завжди рухаються зі швидкістю світла. Природно, що до таких часток належать
кванти світла — фотони.
Питання про те, чи має масу спокою нейтрино тісно зв'язане із проблемою темної речовини у Всесвіті та із 
сценаріями еволюції Всесвіту і є однією із найцікавіших загадок фізики. 